# Susanna Rahkamo
Susanna „Sasu” Rahkamo (ur. 25 lutego 1965 w Helsinkach) – fińska łyżwiarka figurowa, startująca w parach tanecznych z Petri Kokko. Uczestniczka igrzysk olimpijskich w Albertville (1992) i Lillehammer (1994), wicemistrzyni świata (1995), mistrzyni Europy (1995) oraz 6-krotna mistrzyni Finlandii (1987–1991, 1995).
W czerwcu 2008 roku choreografia quickstepa Rahkamo i Kokko z sezonu 1994/1995 została zaadaptowana jako jeden ze wzorów tańca obowiązkowego tzw. pattern dance wykonywany przez pary taneczne pod nazwą Finnstep.
Jej ojciec Kari Rahkamo był trójskoczkiem, dwukrotnym olimpijczykiem z Melbourne (1956) i Rzymu (1960) oraz burmistrzem Helsinek w latach 1991–1996.
Rahkamo wyszła za mąż za swojego partnera sportowego Petri Kokko w 1995 roku. Mają dwoje dzieci: syna Maxa (ur. 2001) i córkę Camillę (ur. 2003). W latach 2005–2014 Rahkamo była prezydentem Fińskiego Związku Łyżwiarstwa Figurowego, zaś w listopadzie 2013 roku została wiceprzewodniczącą fińskiego komitetu olimpijskiego.

## Osiągnięcia
| Zawody                            | 85–86          | 86–87          | 87–88          | 88–89          | 89–90          | 90–91          | 91–92          | 92–93          | 93–94          | 94–95          |                |                |                |                |                |                |                |
| Międzynarodowe                    | Międzynarodowe | Międzynarodowe | Międzynarodowe | Międzynarodowe | Międzynarodowe | Międzynarodowe | Międzynarodowe | Międzynarodowe | Międzynarodowe | Międzynarodowe | Międzynarodowe | Międzynarodowe | Międzynarodowe | Międzynarodowe | Międzynarodowe | Międzynarodowe | Międzynarodowe |
| --------------------------------- | -------------- | -------------- | -------------- | -------------- | -------------- | -------------- | -------------- | -------------- | -------------- | -------------- | -------------- | -------------- | -------------- | -------------- | -------------- | -------------- | -------------- |
| Igrzyska olimpijskie              |                |                |                |                |                |                | 6              |                | 4              |                |                |                |                |                |                |                |                |
| Mistrzostwa świata                |                | 20             | 20             | 13             | 6              | 7              | 5              | 4              | 3              | 2              |                |                |                |                |                |                |                |
| Mistrzostwa Europy                | 18             | 18             | 15             | 12             | 7              | 8              | 6              | 3              | 4              | 1              |                |                |                |                |                |                |                |
| Golden Spin of Zagreb             |                | 6              |                |                |                |                |                |                |                |                |                |                |                |                |                |                |                |
| Grand Prix International de Paris |                |                |                |                | 3              |                |                |                |                |                |                |                |                |                |                |                |                |
| Piruetten                         |                |                |                |                |                |                |                |                | 1              |                |                |                |                |                |                |                |                |
| Prize of Moscow News              |                | 14             |                |                |                |                |                |                |                |                |                |                |                |                |                |                |                |
| Skate America                     |                |                |                |                |                |                | 2              |                |                |                |                |                |                |                |                |                |                |
| Skate Canada International        |                |                |                |                |                |                |                | 1              |                |                |                |                |                |                |                |                |                |
| Krajowe                           |                |                |                |                |                |                |                |                |                |                |                |                |                |                |                |                |                |
| Mistrzostwa Finlandii             |                | 1              | 1              | 1              | 1              | 1              |                |                |                | 1              |                |                |                |                |                |                |                |